# 馬坑邨
馬坑邨（英語：Ma Hang Estate）是香港的一個公共屋邨，項目編號為HK12NR，位於香港島南區赤柱馬坑，由房屋署總建築師（1）設計，第1期（包括龍欣苑）由新昌營造廠有限公司承建，於1993年入伙；第2期（包括龍德苑）則由有利建築有限公司承建，於2000年入伙。馬坑邨現由雅居物業管理有限公司負責屋邨管理。為配合周遭環境，馬坑邨以和諧鄉村型設計，房屋署當時表示這樣的設計是和諧式的變奏，所以它是唯一一個擁有和諧鄉村式型的市區公共屋邨，其餘的鄉村式設計公屋都位於離島區，它也是現時赤柱的唯一一個公共屋邨。
龍欣苑（英語：Lung Yan Court）是居者有其屋屋苑，在馬坑邨發展計劃第1期內，共有2座第1代和諧鄉村型設計樓宇，設計與馬坑邨相若，不過不設開放式1人單位，每個標準樓層設有16個住宅單位，在1993年落成。
龍德苑（英語：Lung Tak Court）是居者有其屋屋苑，原是馬坑邨發展計劃第2期下的出租公屋，共有4座第2代和諧鄉村型設計樓宇，共有4座樓宇，在2000年落成。
由於龍欣苑及龍德苑座落赤柱豪宅地段環角道與高尚住宅居民為鄰，所以屋苑有豪宅區中居屋樓王之稱。

## 屋邨資料
馬坑邨原址一帶原本是寮屋區，至1988年被政府拆卸，並且交由香港房屋委員會發展。原址的山坡在尚未興建房屋前本有一條溪澗，但因建屋工程影響而遭遮蔽。房屋署建築師楊俊傑表示，已透過人工瀑布及水池將山澗復原。另外，馬坑邨第一期的溪水亦伸延至處於下游的第二期，兩期屋邨的園景更加完整融合。而沿溪多條小瀑布所集成的池塘旁，亦配上銅鴨裝飾，令水池顯得別致活潑，亦為屋邨的中心花園添上朝氣。此外，為配合環保原則，馬坑邨的樓宇均避過所有老年樹木而建，估計約有十多棵大榕樹及橡膠樹得以保留。
而赤柱廣場及美利樓為馬坑邨第三期的範圍，承建商為瑞安建業。馬坑邨更於1995年及2000年獲得康樂及文化事務署聯同香港園景師學會及香港園藝學會舉辦的「傑出綠化工程獎」中的園景設計組別總冠軍兼銀獎。

### 樓宇

#### 馬坑邨
| 樓宇名稱（座號） | 樓宇類型                    | 落成年份 | 層數 | 每層伙數 | 單位總數（伙） | 建築師                         | 承建商   | 提供升降機服務的廠商 |
| ---------------- | --------------------------- | -------- | ---- | -------- | -------------- | ------------------------------ | -------- | -------------------- |
| 駿馬樓（第3座）  | 鄉村式和諧型一型 （第一代） | 1993年   | 10   | 16       | 160            | 楊俊傑 （房屋署總建築師（1）） | 新昌營造 | 英國通用電氣-快而安  |
| 良馬樓（第4座）  | 鄉村式和諧型一型 （第一代） | 1993年   | 10   | 16       | 160            | 楊俊傑 （房屋署總建築師（1）） | 新昌營造 | 英國通用電氣-快而安  |
| 健馬樓（第5座）  | 鄉村式和諧型一型 （第一代） | 1993年   | 10   | 16       | 160            | 楊俊傑 （房屋署總建築師（1）） | 新昌營造 | 英國通用電氣-快而安  |
| 觀馬樓（第6座）  | 鄉村式和諧型一型 （第一代） | 1993年   | 8    | 16       | 128            | 楊俊傑 （房屋署總建築師（1）） | 新昌營造 | 英國通用電氣-快而安  |
| 迎馬樓（第7座）  | 鄉村式和諧型三型 （第三代） | 2000年   | 10   | 28       | 280            | 楊俊傑 （房屋署總建築師（1）） | 有利建築 | 日立                 |

（註：因發展計劃內的第1、2、8、9、10及11座已經轉作居者有其屋計劃屋苑的關係，故此略去部份座號。上述座號是以房屋署Estate Property的記錄為依歸。）

#### 龍欣苑
| 樓宇名稱（座號） | 樓宇類型                    | 落成年份 | 層數 | 每層伙數                       | 每座單位總數（伙） | 建築師                         | 承建商   | 提供升降機服務的廠商 |
| ---------------- | --------------------------- | -------- | ---- | ------------------------------ | ------------------ | ------------------------------ | -------- | -------------------- |
| 龍駿閣 （A座）   | 鄉村式和諧型一型 （第一代） | 1993年   | 12   | 16 (1-10樓) 12 (11樓) 8 (地下) | 180                | 楊俊傑 （房屋署總建築師（1）） | 新昌營造 | 英國通用電氣-快而安  |
| 龍騰閣 （B座）   | 鄉村式和諧型一型 （第一代） | 1993年   | 12   | 16 (1-10樓) 12 (11樓) 8 (地下) | 180                | 楊俊傑 （房屋署總建築師（1）） | 新昌營造 | 英國通用電氣-快而安  |

### 商業及康樂設施
服務住戶的商場為赤柱廣場及美利樓，現為領展房地產投資信託基金管理。赤柱卜公碼頭及鄰近的赤柱馬坑公園屬馬坑邨範圍，並由房委會負責維修保養工作。

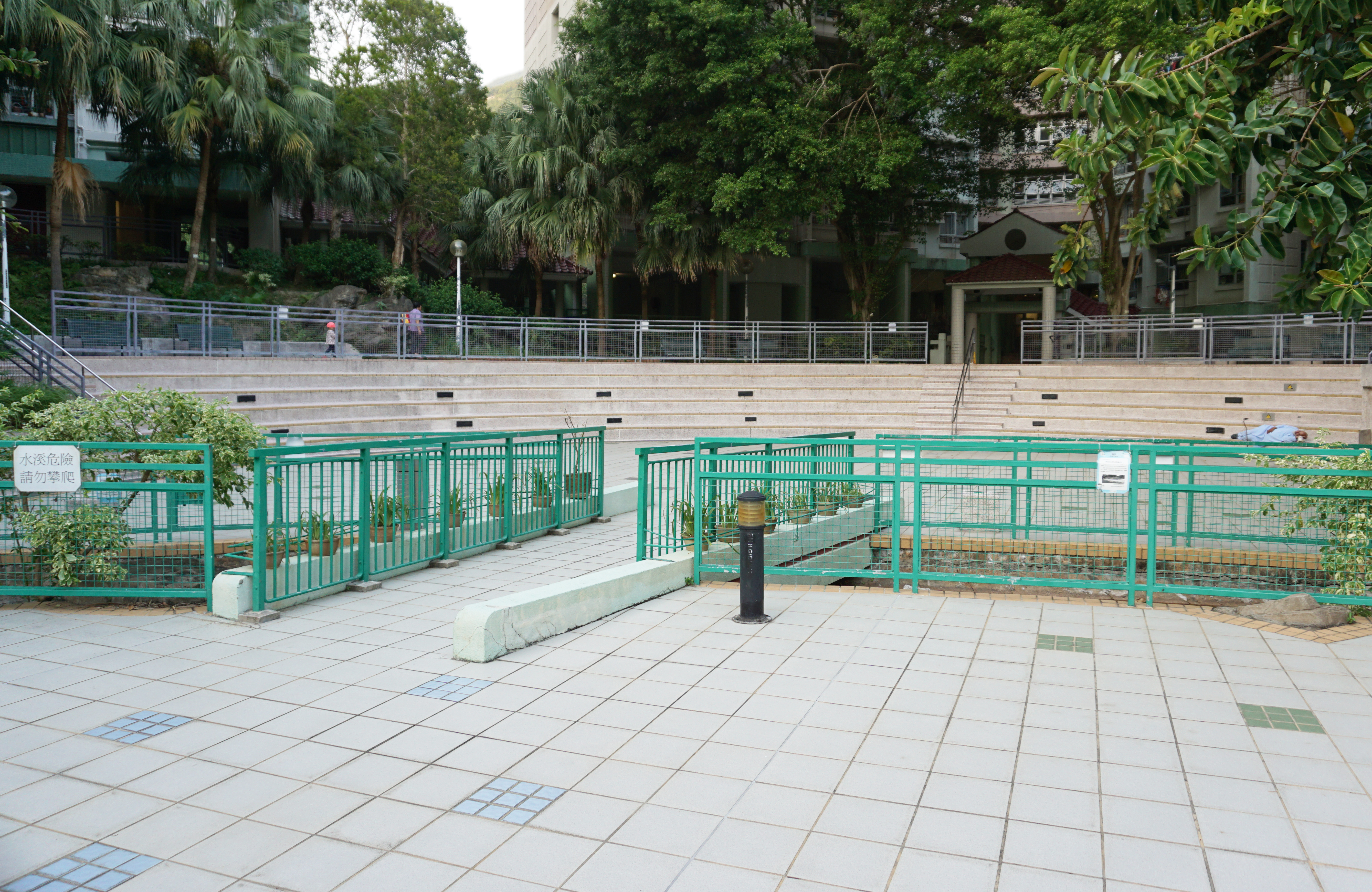
屋邨廣場
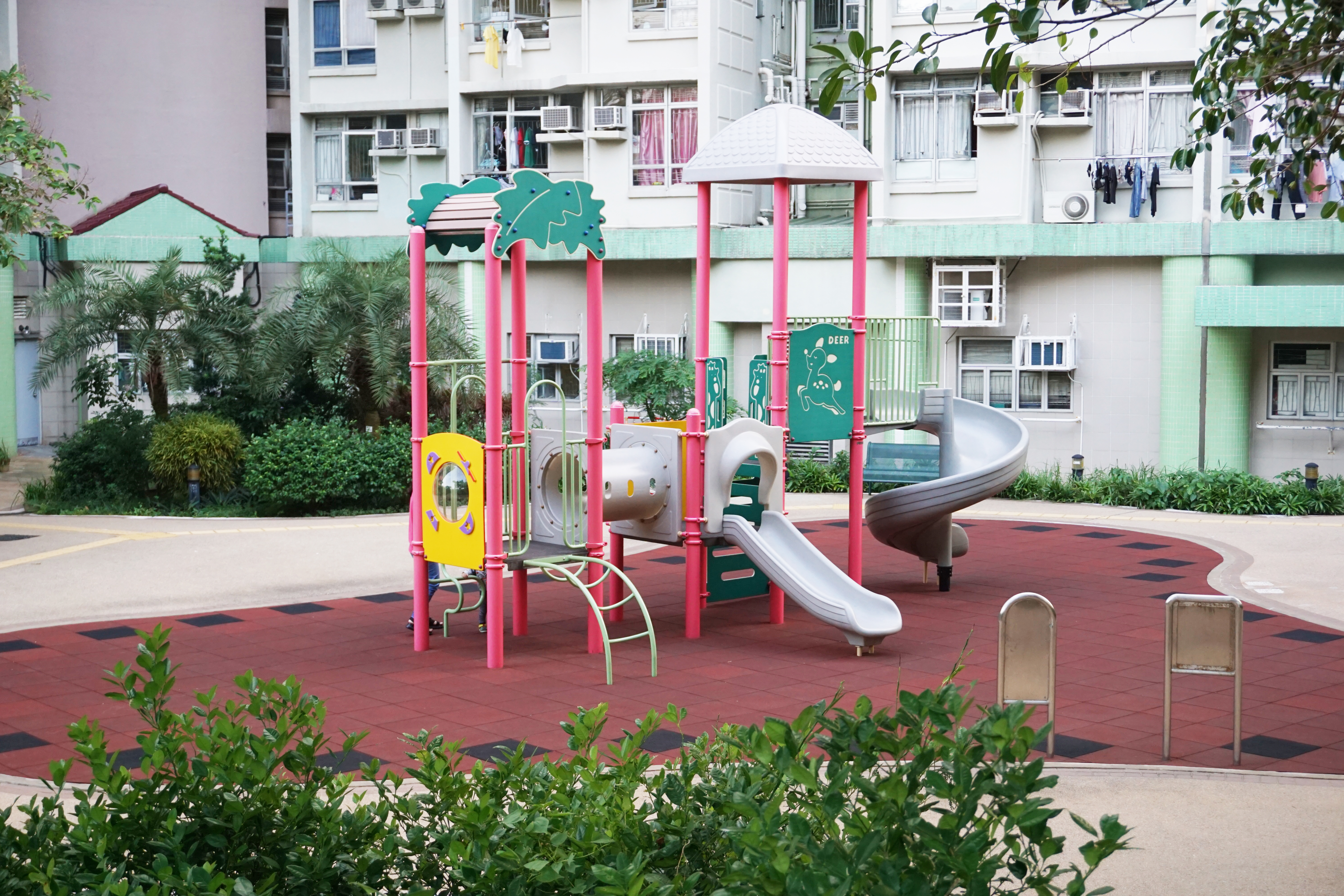
兒童遊樂場（2）
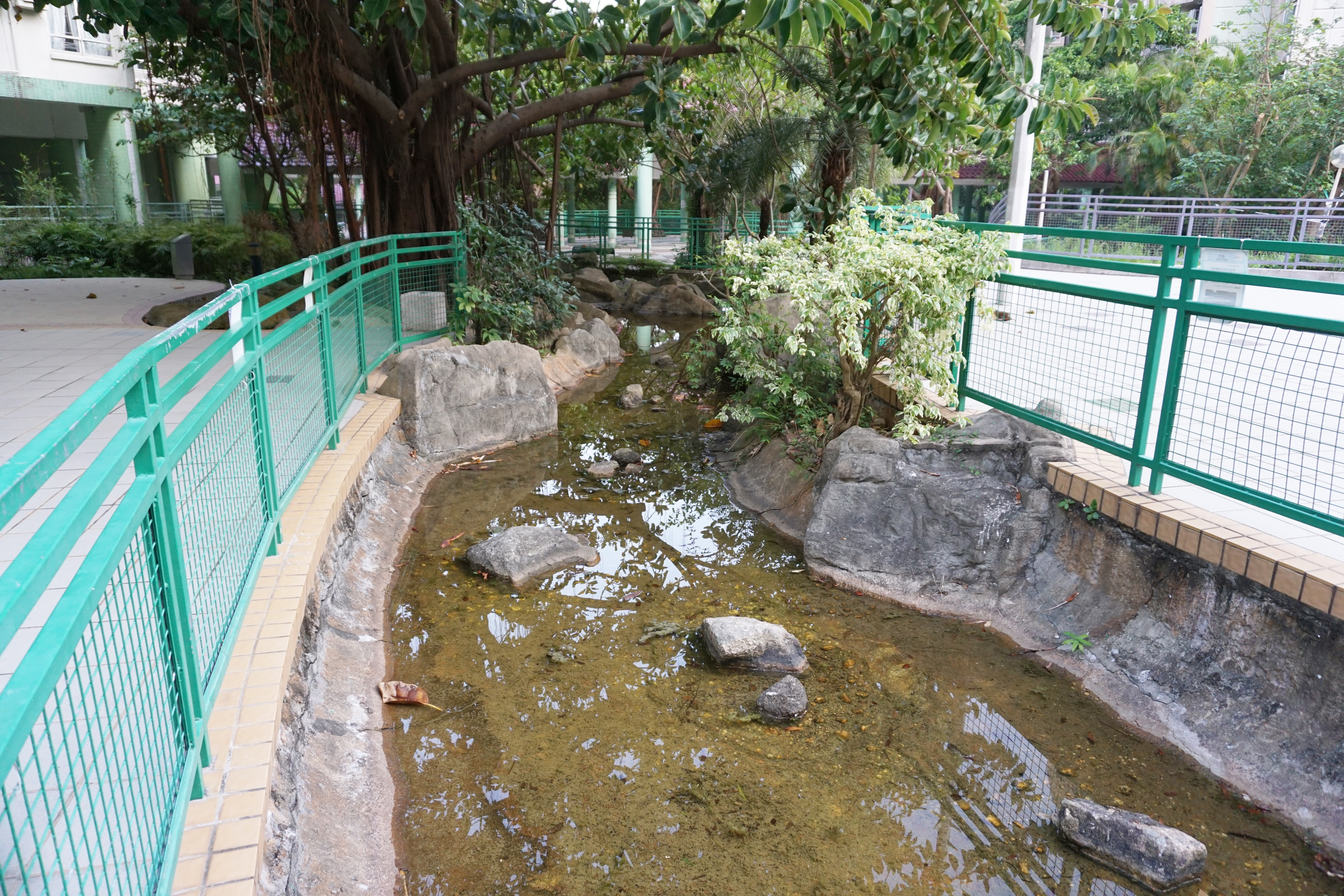
邨內小溪
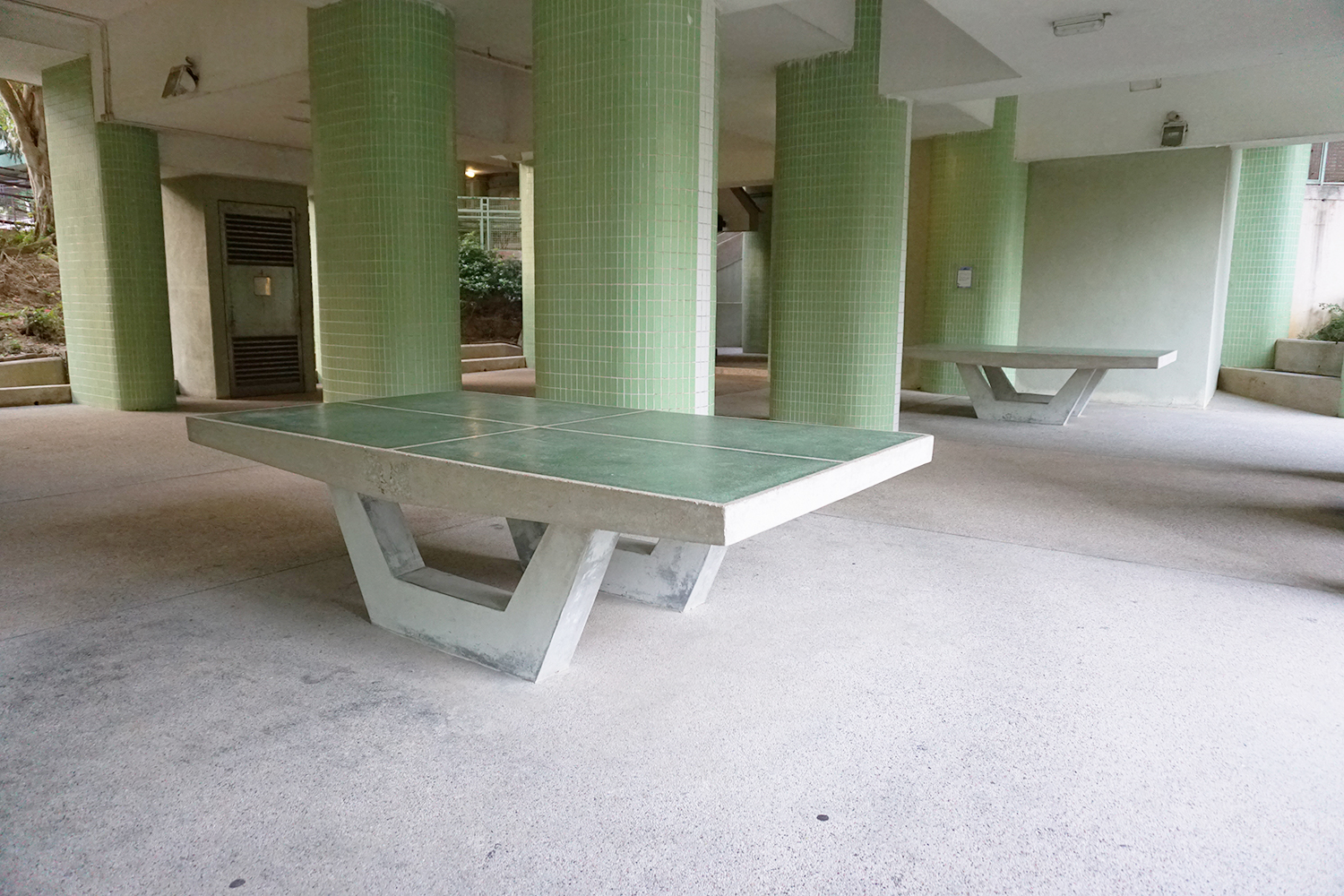
乒乓球枱
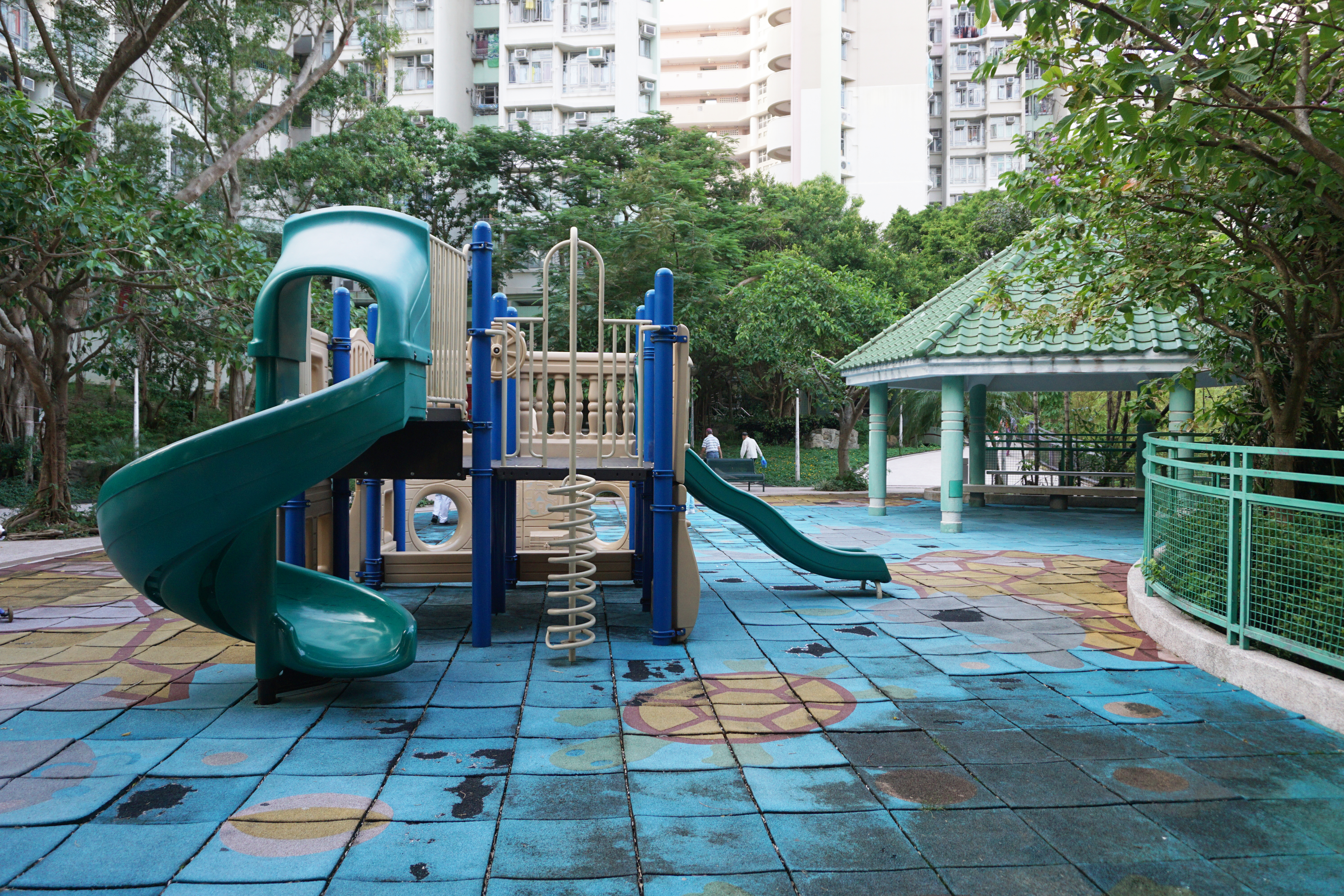
兒童遊樂場及涼亭
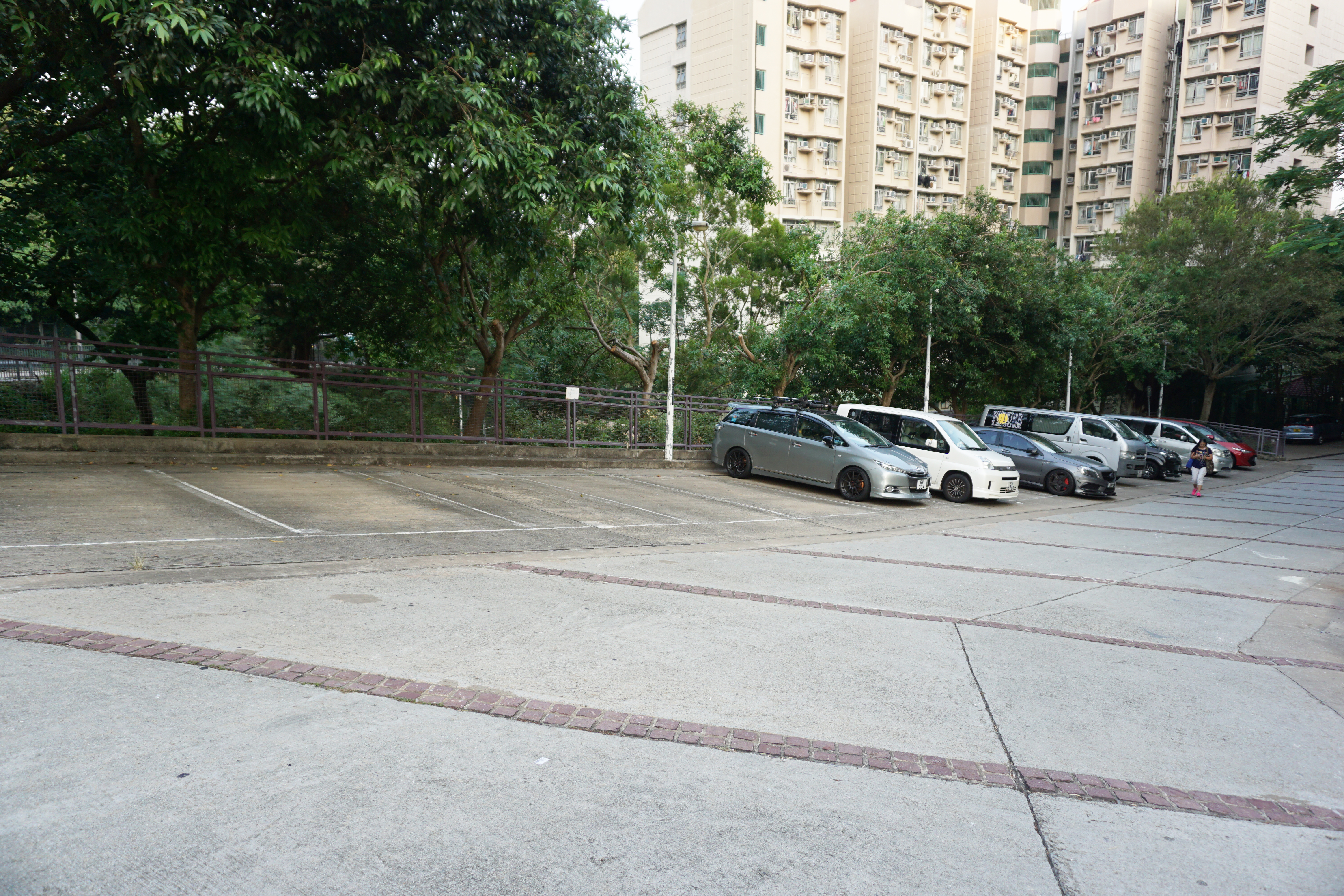
露天停車場
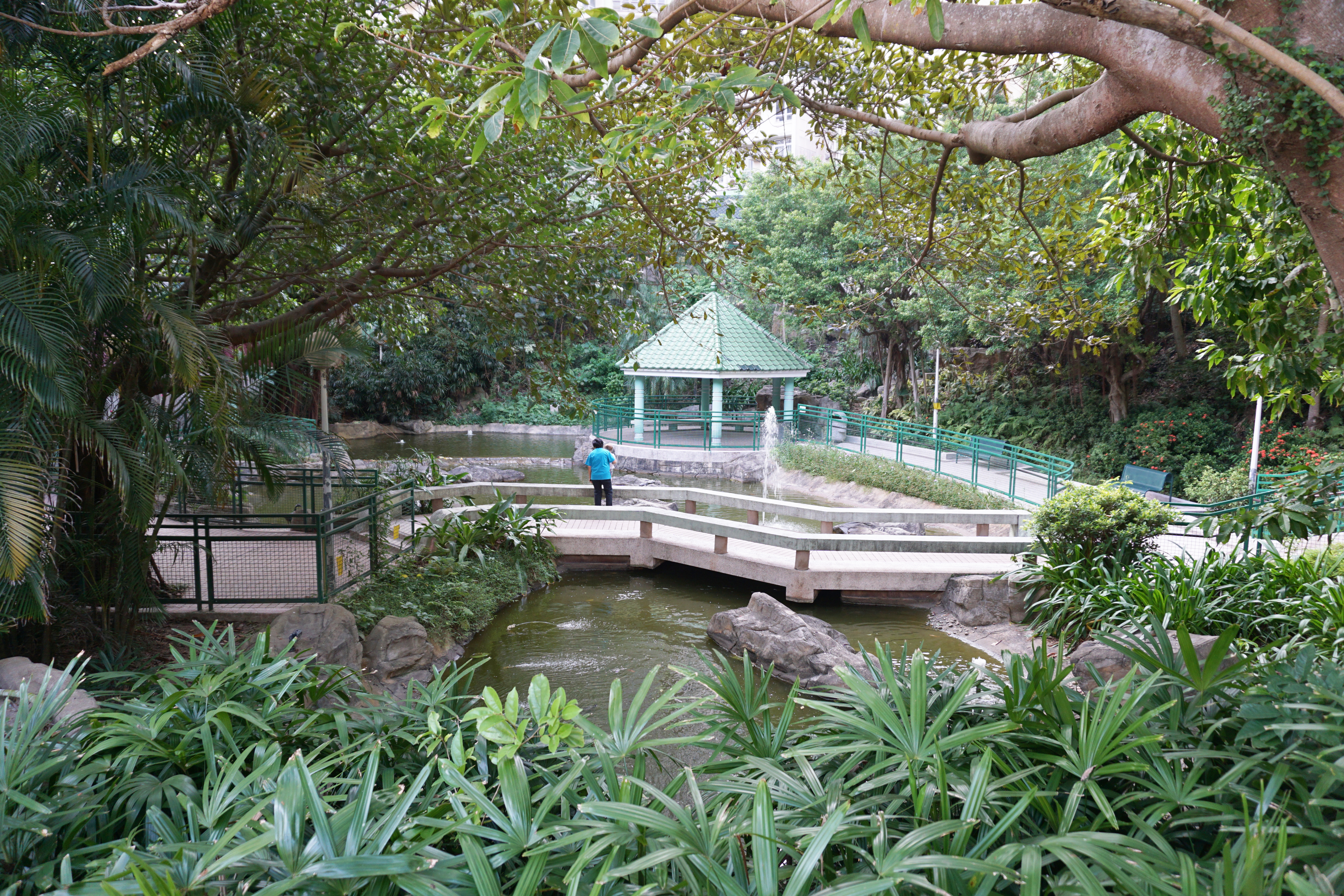
水池及涼亭
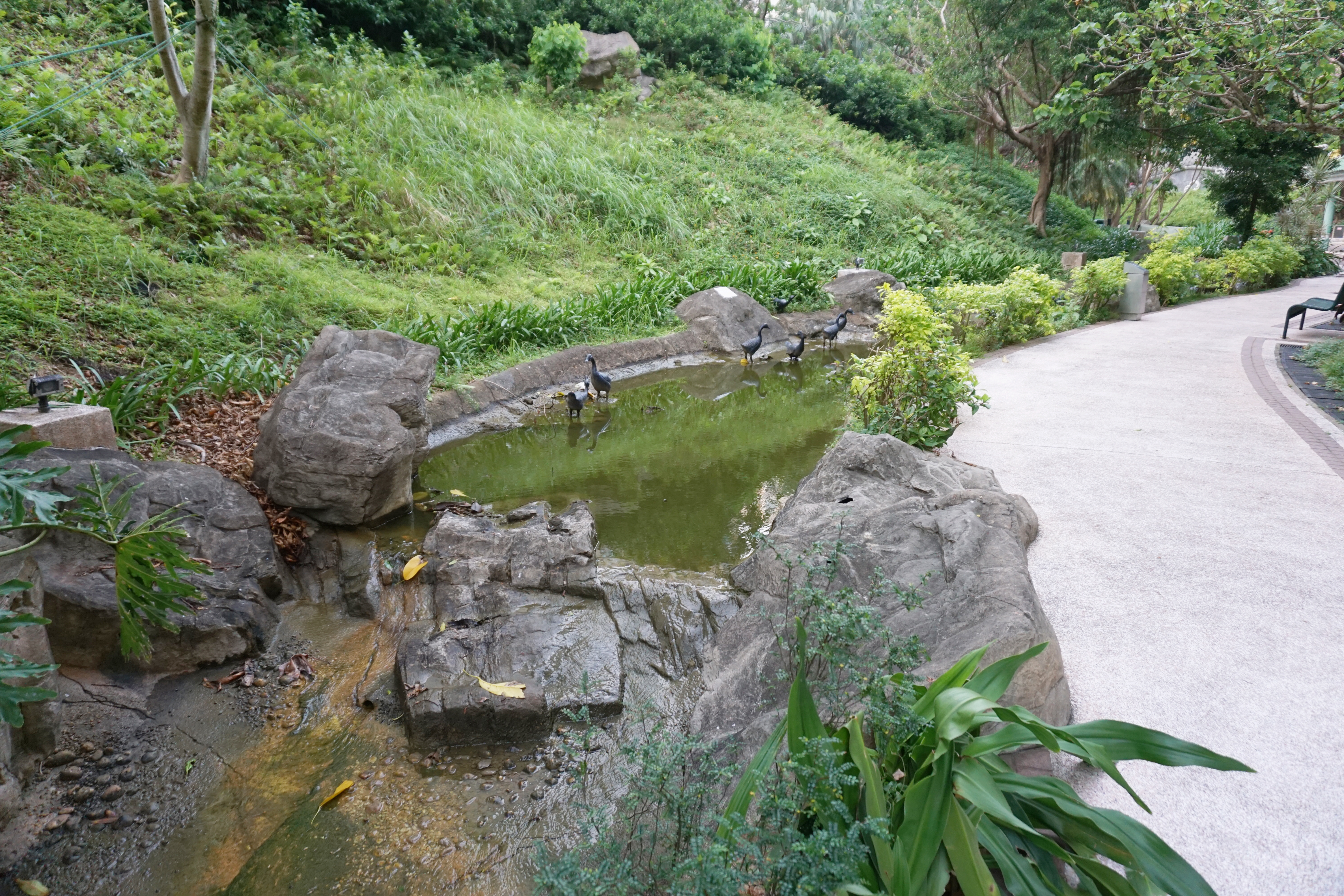
小溪、鴨雕像及緩跑徑
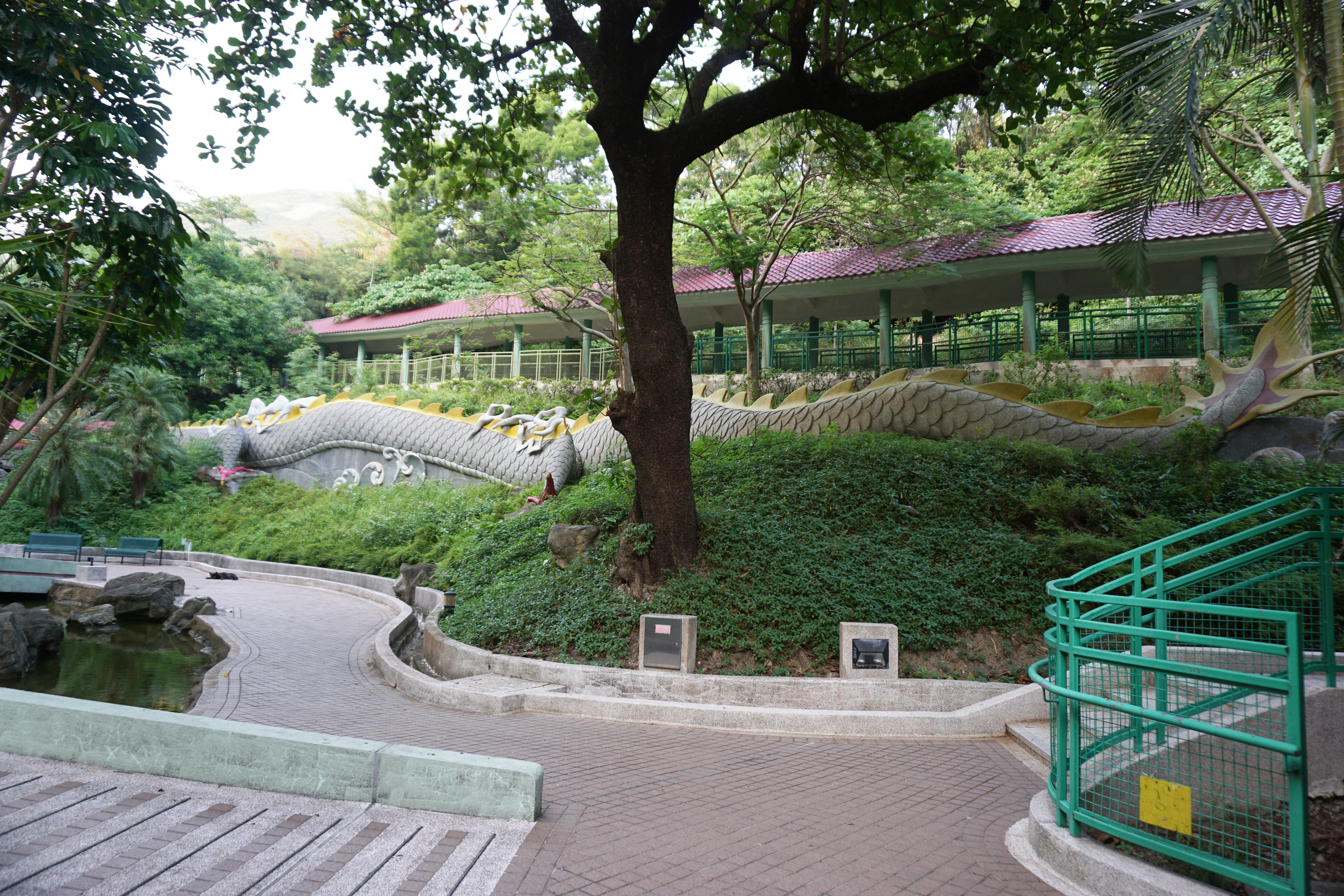
龍雕像及有蓋行人通道
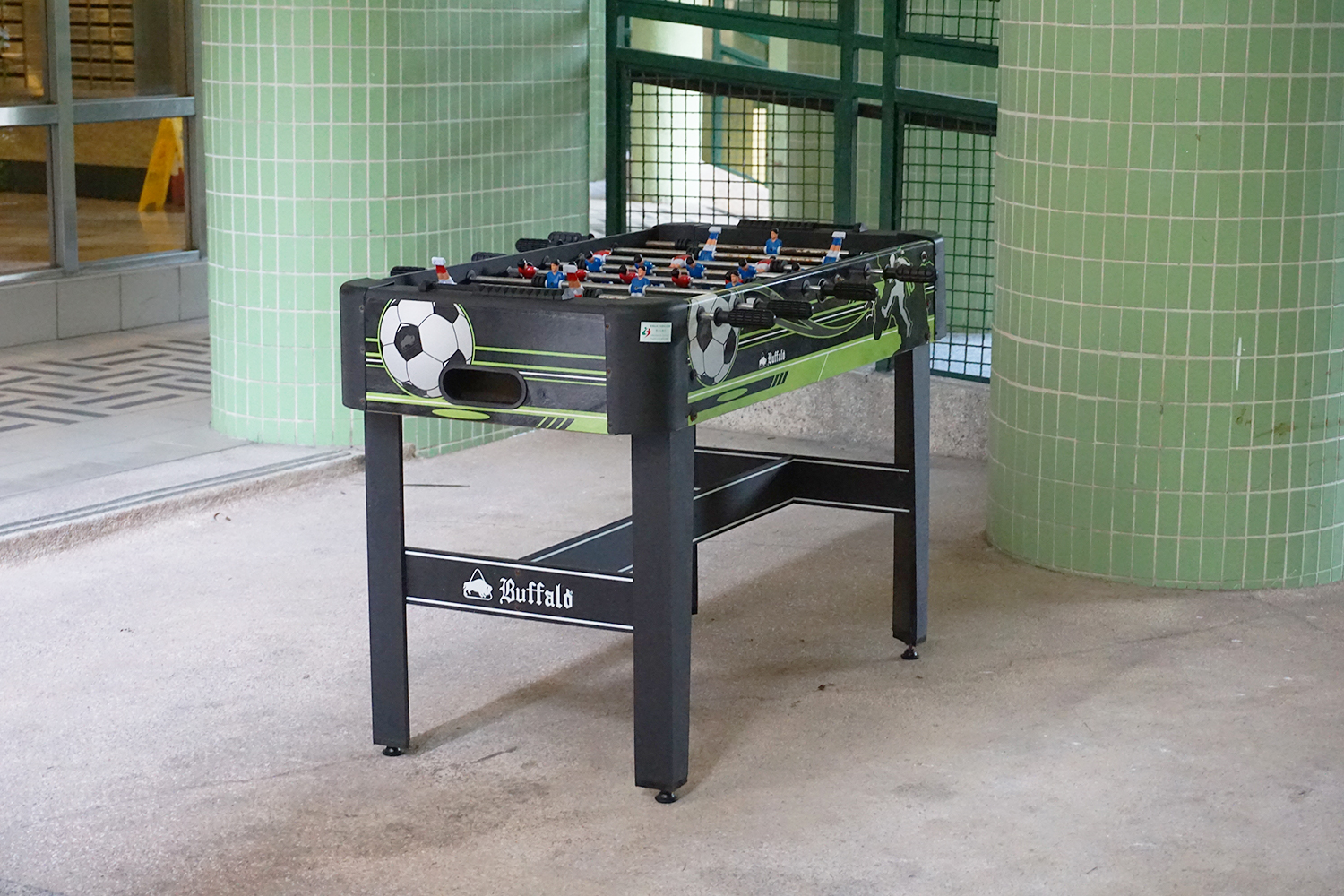
居屋罕見的足球機
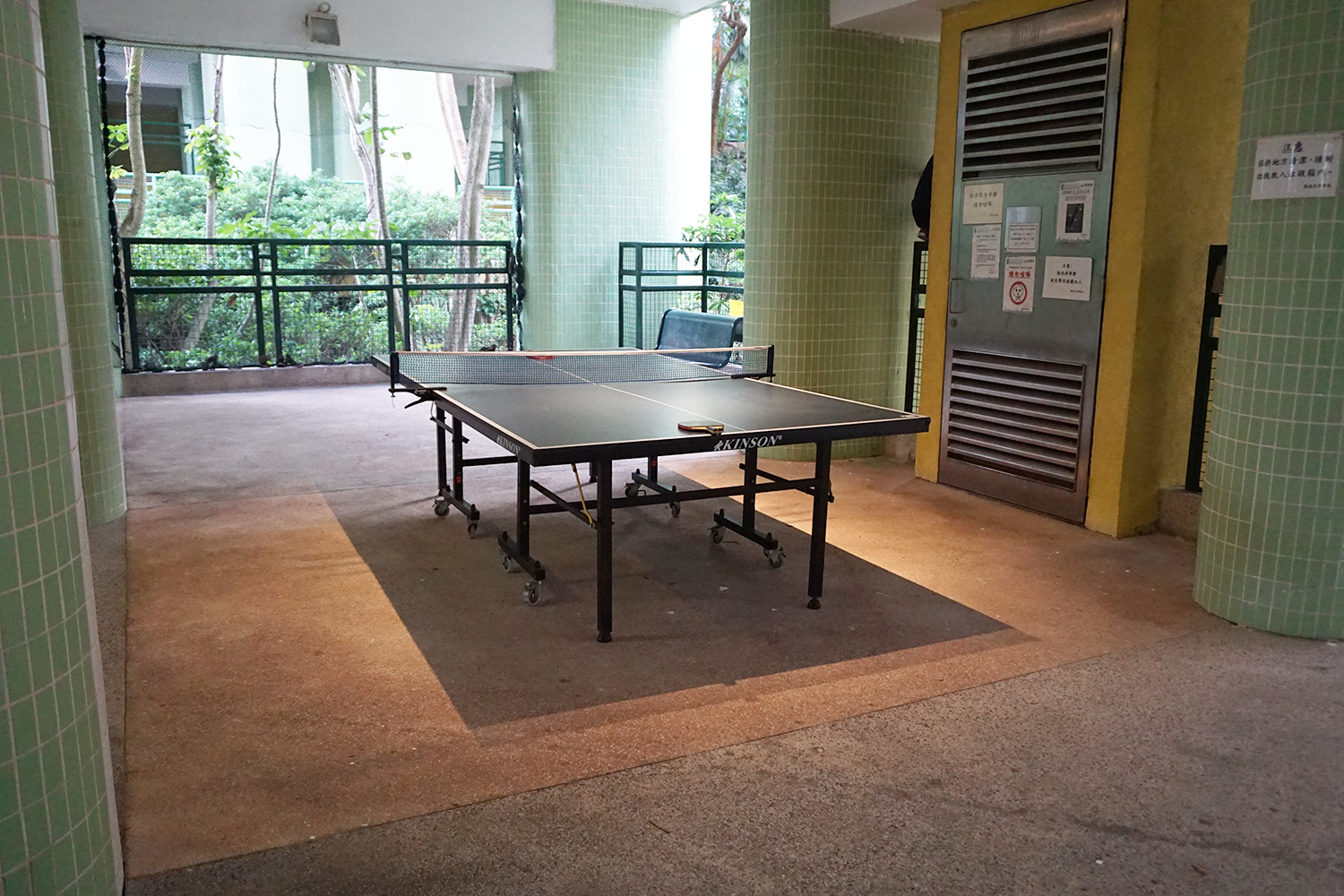
乒乓球枱
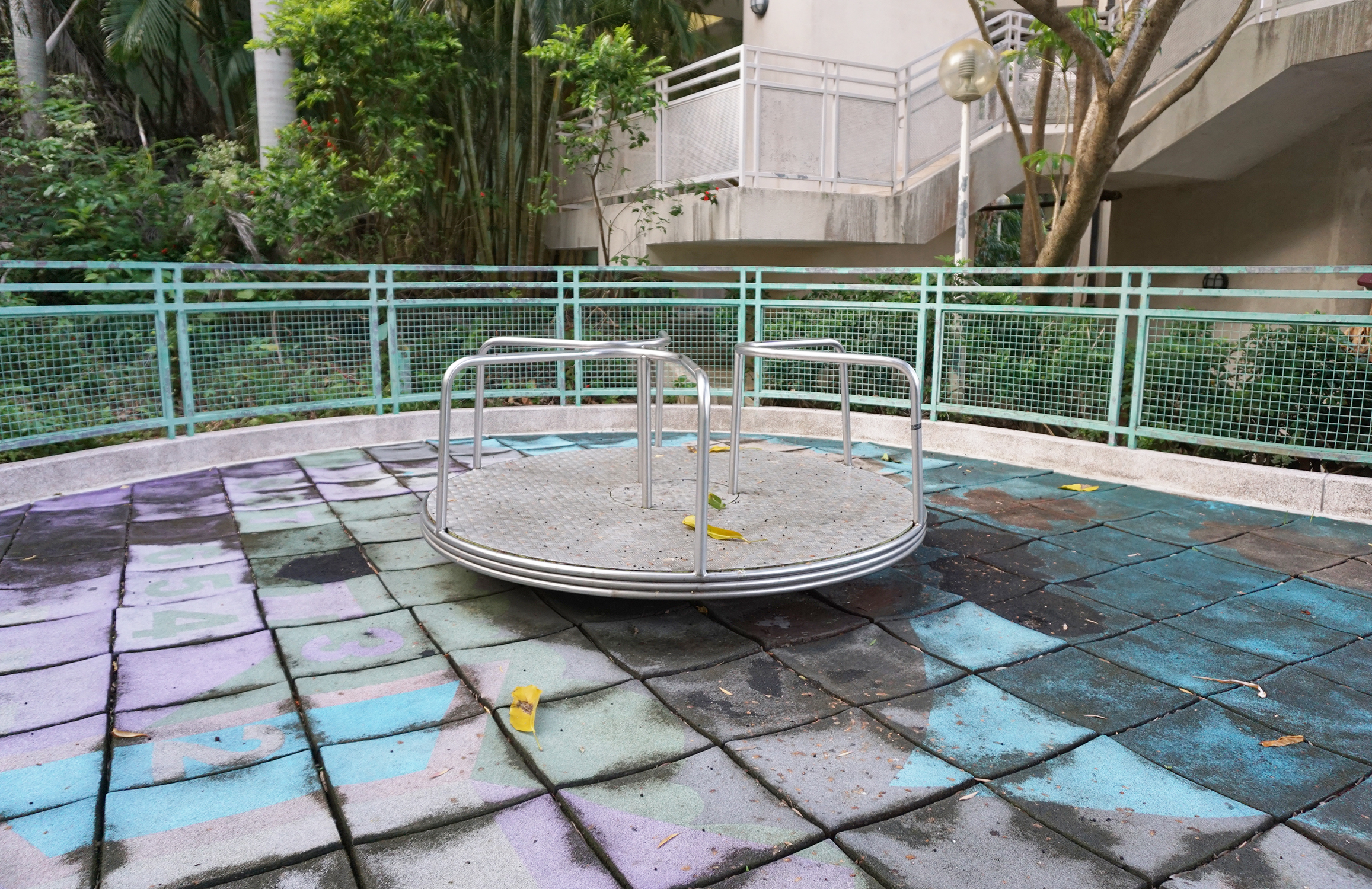
氹氹轉（英语：Roundabout (play)）
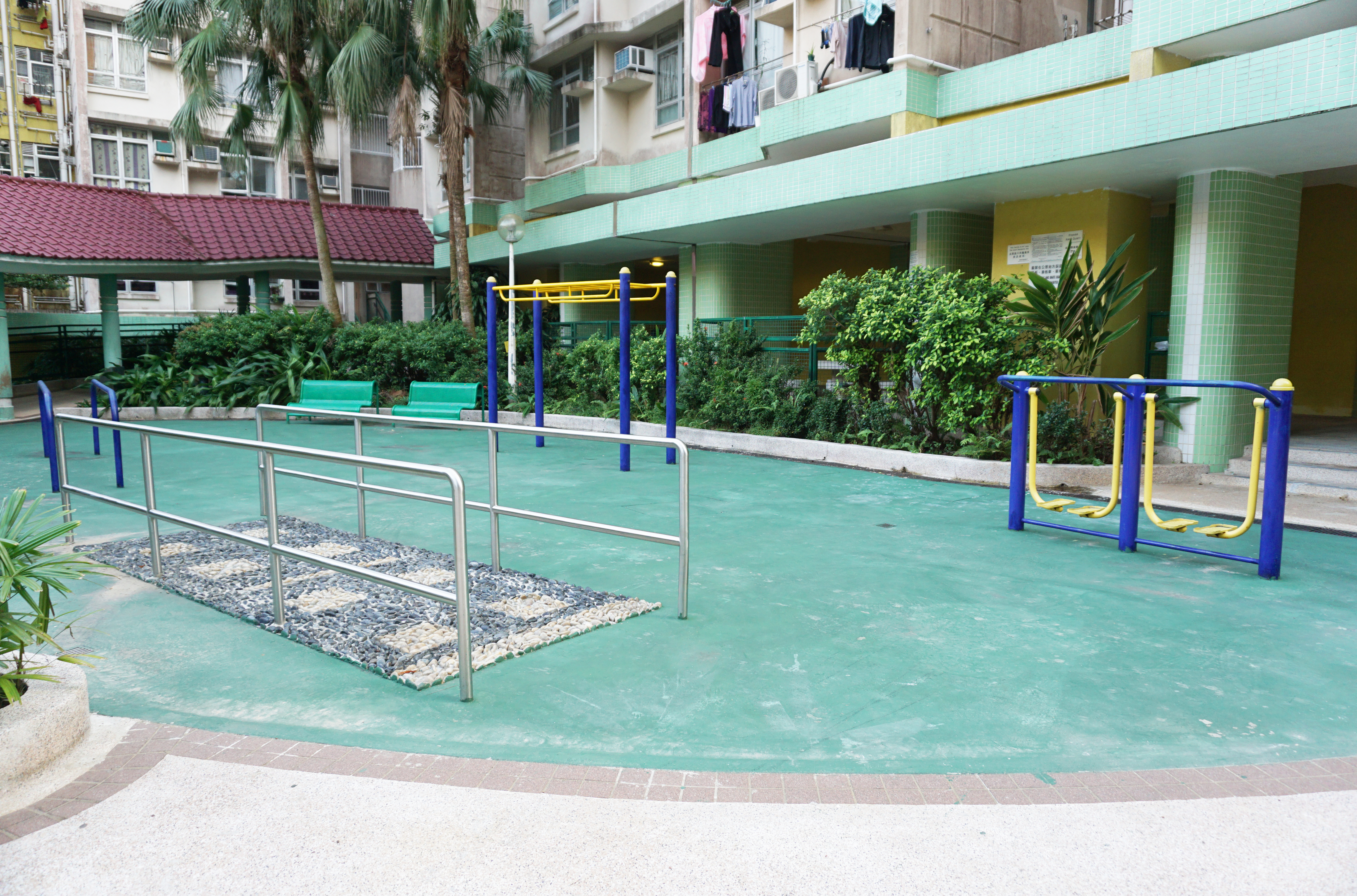
健體區及卵石路步行徑

## 教育
幼稚園
- 聖公會聖彼得堂幼稚園（赤柱分校）（1994年創辦）（位於馬坑邨健馬樓地下）
- 蒙特梭利國際學校 （2003年創辦）（位於龍德苑旁）

## 知名住客
- 藍潔瑛：已故香港女藝人，曾居於此邨良馬樓5樓18室。

## 交通
馬坑邨交通尚算方便，設有不同交通路綫來往港島數碼港、香港仔、中環、金鐘、灣仔、銅鑼灣、北角、西灣河、筲箕灣、柴灣以及九龍尖沙嘴。在港鐵南港島綫通車后，本邨居民更可以乘搭小巴和巴士於黃竹坑新圍下車前往海洋公園站轉乘港鐵，免受以往香港仔隧道堵車之苦。